# Langues nicobar

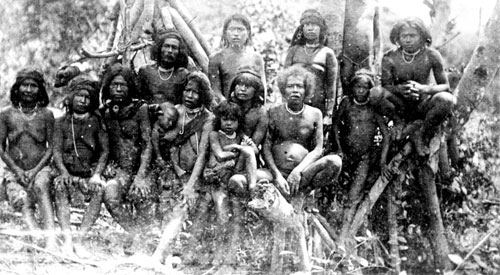
Groupe de Shom Peng en 1886

Les langues nicobar sont parlées par les autochtones des îles Nicobar. Elles constituent un rameau de la branche môn-khmer de la famille des langues austroasiatiques.

## Classification
Les linguistes distinguent 6 langues  :
- Le car,
- Le sous-groupe chowra-teressa
- Le grand nicobar (en),
- Le nancowry ou nicobari central (que certains subdivisent en nancowry proprement dit, camorta, katchal et trinket),
- Le shom peng.

Le nombre total des locuteurs de ces langues est de 30 000.
Les langues nicobar sont les seules môn-khmer parlées par une population isolée du continent asiatique. Selon le linguiste Robert Parkin, la tradition des Car veut que leurs ancêtres aient fui à la suite d'une rébellion dans la région birmane du Tenasserim. Si cet événement est avéré, compte tenu de la faible diversité dialectale du nicobarais, il pourrait avoir eu lieu durant le Ier millénaire de l'ère chrétienne. 
Des similitudes morphologiques entre les langues nicobar et les langues austronésiennes ont été invoquées pour justifier l'hypothèse d'une super-famille austrique.